# Al-Mada'in
al-Mada'in in arabo  ﺍﻟﻤﺪﺍئن‎?, al-Madāʾin, letteralmente "le città" è il toponimo con cui gli Arabi musulmani chiamarono la città doppia di Seleucia-Ctesifonte, che era stata la capitale della dinastia sasanide di Persia.

Quanti vissero od operarono in tale città ebbero la nisba di al-Madanī.
L'impressione che tale agglomerato suscitò nei conquistatori (per lo più beduini) fu enorme, sia per le ricchezze contenute, che furono saccheggiate al di là di ogni più rosea speranza di ricco bottino, sia per la forma circolare di Ctesifonte che, in periodo abbaside, suggerì probabilmente al califfo al-Manṣūr la forma della sua "città tonda", intorno a cui crebbe la sua capitale di Baghdad.
Il sito, ridotto a poco più d'un villaggio a causa della concorrenziale vicinanza di Baghdad, si trova a una cinquantina di chilometri a sud della capitale irachena e oggi non presenta particolare interesse archeologico visibile, anche se appositi scavi potrebbero riservare grandi sorprese agli studiosi che vi potessero operare senza rischi.